# Dasyboarmia
Dasyboarmia är ett släkte av fjärilar. Dasyboarmia ingår i familjen mätare.
Kladogram enligt Catalogue of Life:
| Dasyboarmia | \| \| Dasyboarmia hyperdasys \| \| \| \| \| \| Dasyboarmia isorropha \| \| \| \| |
|             | \| \| Dasyboarmia hyperdasys \| \| \| \| \| \| Dasyboarmia isorropha \| \| \| \| |
|             | Dasyboarmia hyperdasys                                                           |
|             |                                                                                  |
|             | Dasyboarmia isorropha                                                            |
|             |                                                                                  |